# Cassia stricta
Cassia stricta là một loài thực vật có hoa trong họ Đậu. Loài này được (E. Mey.) Steud. miêu tả khoa học đầu tiên năm 1840.